# Didymella inconspicua
Didymella inconspicua är en svampart som beskrevs av Johanson 1884. Didymella inconspicua ingår i släktet Didymella, ordningen Pleosporales, klassen Dothideomycetes, divisionen sporsäcksvampar och riket svampar.   Inga underarter finns listade i Catalogue of Life.
I den svenska databasen Dyntaxa används istället namnet Pseudomassaria inconspicua för samma taxon.  Arten är reproducerande i Sverige.